# تاريخ لينكس
بدأ تاريخ لينكس في عام 1991 كمشروع شخصي من قبل الطالب الفنلندي لينوس تورفالدس، لإنشاء نواة نظام تشغيل حر جديد، نتج عن المشروع نواة لينكس. وهي منذ الإصدار الأول من الكود المصدري في عام 1991، وقد نمت من عدد صغير من ملفات سي ووصلت إلى أكثر من 16 مليون سطر برمجي في الإصدار 3.10 في عام 2013 منشورة تحت رخصة غنو العمومية.

## الأحداث التي أدت إلى البدء

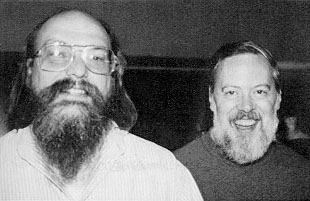
كين تومسن ودينيس ريتشي

بعد أن اهملت شركة إيه تي آند تي مشروع مولتكس، كان مشروع يونكس قد صمم ونفذ في عام 1969 من قبل كين تومسن ودينيس ريتشي وكلاهما يعملان في شركة AT&T ومختبرات بل، وأطلق الإصدار الأول منه في عام 1970. وفي وقت لاحق قاما بكتابة لغة برمجة جديدة وهي سي وجعلوها قابلة للنقل، ولقد تسبب توافر وقابلية يونكس باعتمادها وانتشارها على نطاق واسع، ونسخت وعدلت من قبل المؤسسات الأكاديمية والشركات.

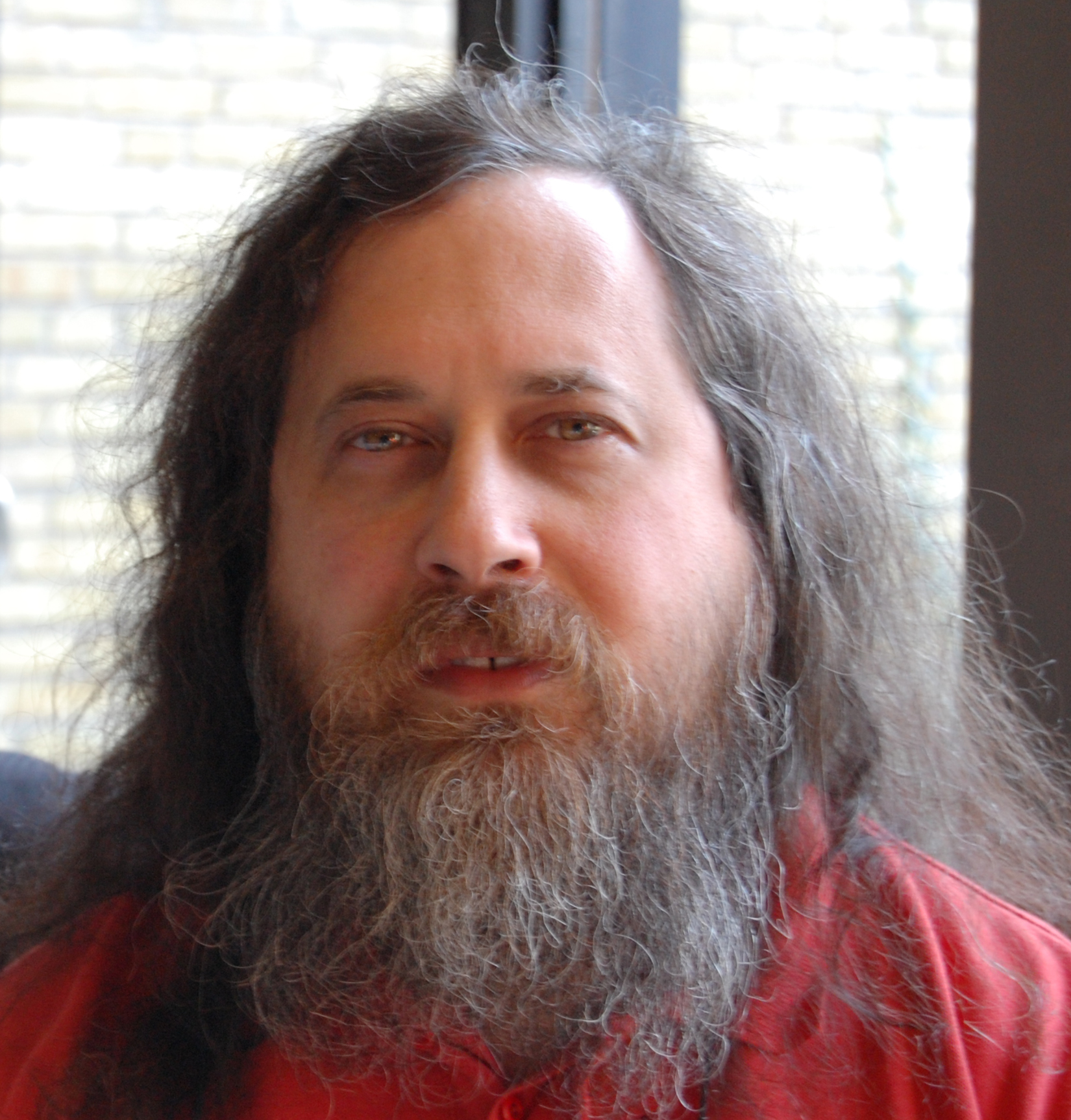
ريتشارد ستالمان في 2007

في عام 1983، بدأ ريتشارد ستالمان في مشروع غنو الذي يهدف إلى إنشاء نظام تشغيل حر شبيه يونكس. وكجزء من هذا المشروع كتب رخصة غنو العمومية (GPL). في وقت مبكر من عقد التسعينات كان هناك تقريبًا ما يكفي من البرامج المتاحة لصنع نظام تشغيل متكامل، لكن كانت نواة غنو والمسماة هيرد غير كاملة وفشلت في جذب اهتمام المطورين بما يكفي، مما جعل نظام تشغيل جنو غير كامل.
وكان هناك مشروع نظام تشغيل حر آخر هو BSD، أطلق الإصدار الأولي منهُ في عام 1977، وهو نظام تشغيل مطور من قبل جامعة كاليفورنيا، بركلي المبني على يونكس الإصدار السادس. وعليهِ رفعت شركة AT&T دعوى ضد جامعة كاليفورنيا لاحتواء نظام تشغيل BSD على الكود المملوك لها. لأنها المطور والداعم والمتبني لهذا النظام.
في عام 1985 أصدرت شركة إنتل معالج إنتل 80386 وهو أول معالج من فئة إكس 86 يعمل بتقنية 32 بت ووحدة إدارة الذاكرة بالصفحات.
في عام 1986 نشر موريس باخ من مختبرات بل تصميم نظام التشغيل يونكس. وشمل هذا الوصف أساسا نهائياً لنواة SVR2 مع بعض الميزات من SVR3 وتوزيعة برمجيات بيركلي.
مينيكس هو نظام تشغيل شبيه بنظام يونكس موجه للاستخدام الأكاديمي، أنشئه أندرو تانينباوم في عام 1987 وكان كوده المصدري متوفر ولكن عليهِ قيود في تعديلهِ وإعادة توزيعه. بالإضافة إلى أن تصميم مينكس كان 16-بت وغير مكيف للتعامل مع ميزات بناء 32-بت المعتمدة في معالجات إنتل 386 الرخيصة والموجودة في الحواسيب الشخصية.
كان الإصدار التجاري من يونكس في بداية عقد التسعينات والمخصص للحواسيب الشخصية باهظ التكلفة بالنسبة للمستخدمين الأفراد.
جميع هذه العوامل السابقة دفعت لينوس لبدء مشروعه، وقال أنه لو كانت نواة هيرد أو 386 بي إس دي متوفرة حينها فإنه ما بدأ بكتابة نواة لينكس.

## إنشاء لينكس

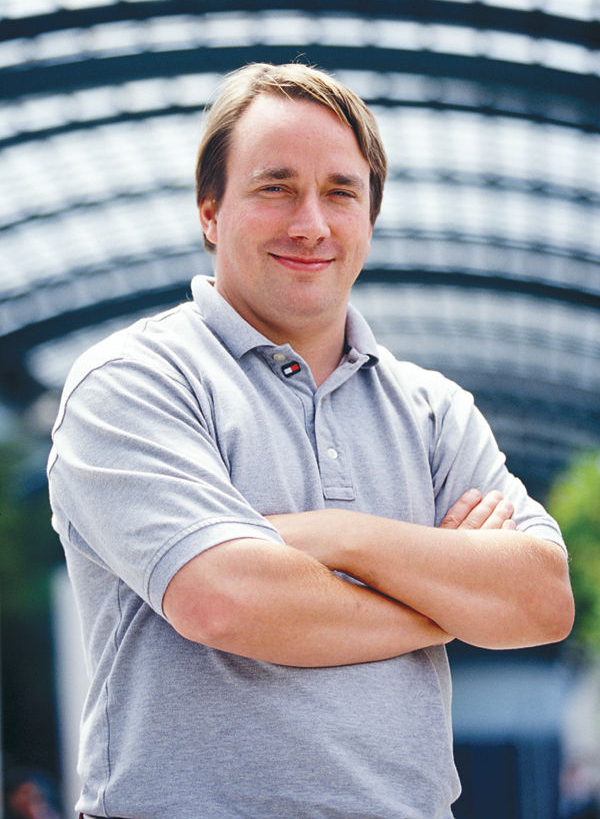
لينوس تورفالدس في 2002

في عام 1991 في مدينة هلسنكي بدأ لينوس مشروعه والذي أصبح يعرف فيما بعد باسم نواة لينكس. كتب لينوس برنامجه خصيصاً لحاسوبهِ الشخصي الذي يملكه والذي يحوي معالج 80386 ليستفيد من كامل ميزات عتاد الحاسوب، طور البرنامج على نظام مينيكس باستخدام تجميعة مصرفات غنو والذي لا يزال الخيار الرئيسي لتجميع لينكس حتى اليوم. وعلى أية حال يمكن تجميع الكود المصدري باستخدام مصرفات أخرى مثل مصرف سي إنتل.
كما كتب لينوس في كتابه للمرح فقط، أنه انتهى من كتابة نواة نظام التشغيل لينكس في 25 أغسطس 1991، وأعلن عن هذا النظام في اليوزنت في المجموعة الإخبارية "comp.os.minix.":

Hello everybody out there using minix -
I'm doing a (free) operating system (just a hobby, won't be big and professional like gnu) for 386(486) AT clones. This has been brewing since april, and is starting to get ready. I'd like any feedback on things people like/dislike in minix, as my OS resembles it somewhat (same physical layout of the file-system (due to practical reasons) among other things).
I've currently ported bash(1.08) and تجميعة مصرفات جنو، and things seem to work. This implies that I'll get something practical within a few months, and I'd like to know what features most people would want. Any suggestions are welcome, but I won't promise I'll implement them :-)
Linus (torvalds@kruuna.helsinki.fi)

PS. Yes – it's free of any minix code, and it has a multi-threaded fs. It is NOT portable (uses 386 task switching etc), and it probably never will support anything other than AT-harddisks, as that's all I have :-(.— Linus Torvalds

وترجمتها:

أنا أعمل حاليا على نظام تشغيل حر (إنه مجرد هواية فقط، لن يكون عظيم واحترافي كجنو) لأنظمة تشغيل 32 و64 بت. لقد عملت عليه منذ شهر أبريل وها قد قارب على أن يصبح جاهزا. أريد أي أراء بخصوص الأمور التي يكرهها المستخدمون في مينيكس أو التي يحبونها، لأن نظام التشغيل الذي أعمل عليه يحاكي مينيكس (لهما نفس التصميم المادي لنظام الملفات (نظرا لأسباب تطبيقية بحتة) إلى جانب أمور أخرى).
حالياً قمت بنقل صدفة يونكس وتجميعة مصرفات جنو ومن الواضح أن الأمور تسير جيدا. هذا يلمح إلى امكانية أن أحصل على شئ قابل للعمل خلال بضعة شهور، لذلك أنا أريد أن أعرف المزايا التي يحبها أغلب مستخدمي مينيكس. أي أقتراحات مرحب بها، لكني لا أعد مطلقا انني يمكن أن أطبقها.
لينوس (torvalds@kruuna.helsinki.fi)

متعلق بالموضوع. نعم - انه حُر من أي شيفرة خاصة بـ مينكس، ولديه نظام ملفات متعدد الخيوط. النظام ليس قابل للنقل، وعلى الأغلب لن يدعم أي شيء غير الأقراص الصلبة من نوع AT، هذا كل ما لدي:-(.— لينوس تورفالدز 

## التسمية

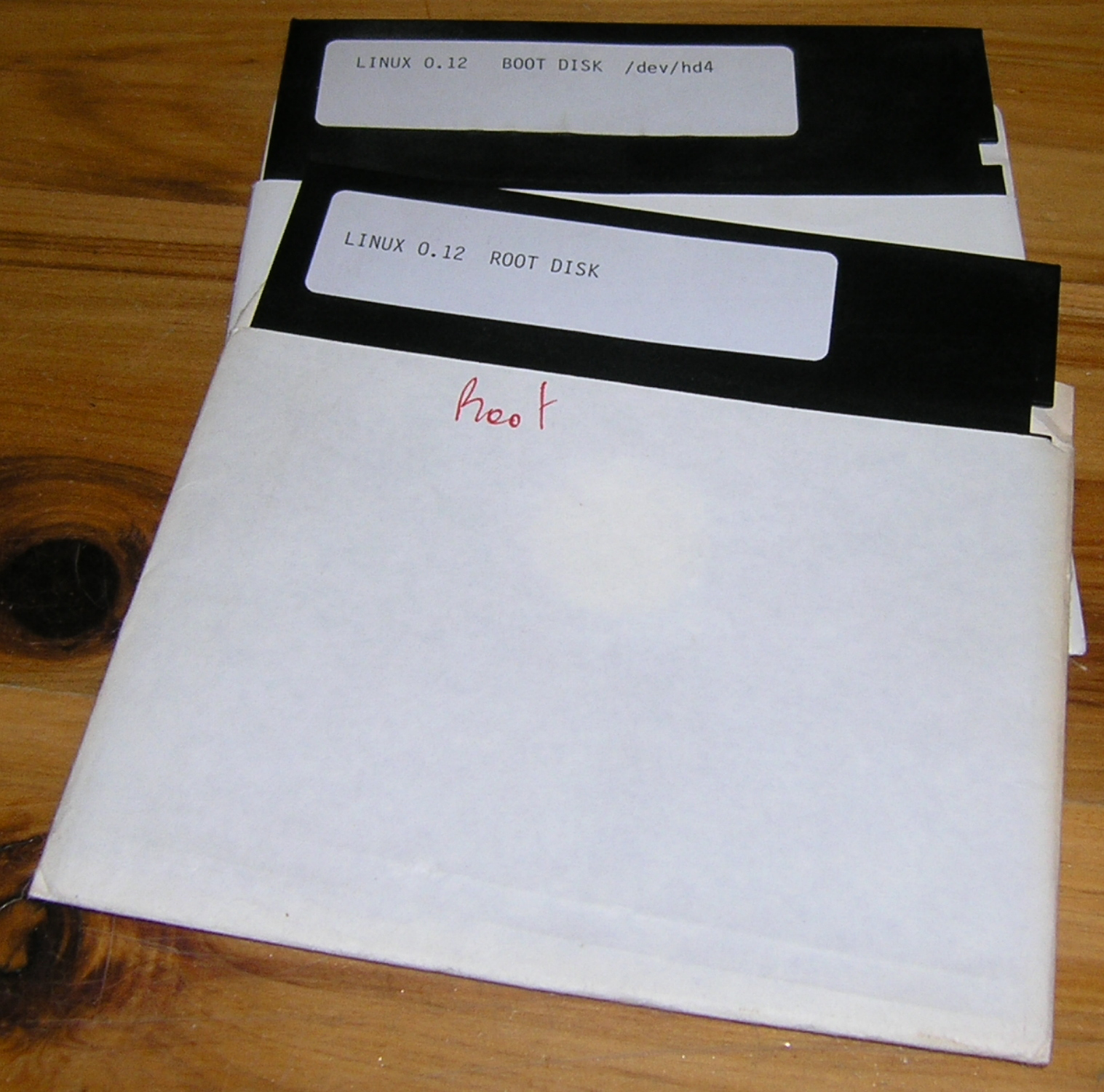
أقراص مرنة تحوي الإصدار المبكر من لينكس

أراد لينوس تسميته فريكس (Freax) وهو لفظ منحوت من "free", "freak"، و"x" (كإشارة إلى يونكس). خلال بداية عمله على النظام، خزن ملفات المشروع تحت اسم فريكس لحوالي نصف سنة تقريباً. في البداية رفض لينوس اسم لينكس واعتبر ذلك من الغرور.
من أجل تسهيل التطوير، رفعت الملفات على سيرفر إف تي بي (ftp.funet.fi) في سبتمبر 1991. اعتقد أري ليمك زميل لينوس بالعمل في جامعة هلسنكي للتكنولوجيا، والذي كان أحد مدراء سيرفر الإف تي بي المتطوعين في ذلك الوقت، أن اسم فريكس غير مناسب، لذلك أعاد تسمية المشروع إلى لينكس وبدون استشارة لينوس. ثم وافق لينوس على اسم لينكس لاحقاً.
لمعرفة كيف ينطق اسم لينكس (‎[ˈli:nɵks]‏) قام لينوس بإعداد ملف صوتي () وضمنه في الكود المصدري للنواة.

## لينكس تحت رخصة غنو العمومية
أطلق لينوس الإصدار الأول من لينكس تحت رخصتهِ الخاصة، والتي تقيد الاستخدام التجاري. وكانت البرامج التي تستخدم مع النواة جزء من مشروع غنو ومرخصة تحت رخصة غنو العمومية كرخصة برمجيات حرة. تضمن الإصدار الأول من نواة لينكس 0.01 برنامج باش من غنو كملف ثنائي.
في «ملاحظات الإصدار لينكس 0.01»، سرد تورفالدس برمجيات غنو المطلوبة لتشغيل لينكس.
في عام 1992، اقترح إصدار النواة تحت رخصة غنو العمومية، وأعلن لأول مرة عن هذا القرار في ملاحظات الإصدار للنسخة 0.12. في منتصف ديسمبر 1992 أطلق الإصدار 0.99 مستخدماً رخصة غنو العمومية.
عمل لينوس ومطوري مشروع غنو على دمج مكونات غنو مع نواة لينكس لإنشاء نظام تشغيل حر متكامل. لاحقاً قال لينوس «إن ترخيص نواة لينكس تحت رخصة (غنو العمومية) هو أفضل شيء فعلته في حياتي»

## جدل تسمية غنو/لينكس
في البداية استخدم اسم لينُكس للإشارة إلى النواة فقط. وكانت النواة تستخدم كثيراً مع برامج أخرى وخاصة برامج مشروع غنو. وسرعان ما أصبحت الأكثر شعبية في اعتماد برمجيات غنو. في يونيو 1994 في نشرة غنو، أشير إلى لينكس بأنه «نسخة يونيكس الحرة»، وبدأ مشروع دبيان يسمي منتجه ديبان غنو/لينكس. في مايو 1996 أطلق ريتشارد ستالمان محرره النصي إيماكس 19.31، والذي فيه نوع من نظام يقوم بتغير اسم Linux إلى Lignux.
كان القصد من هذا الهجاء (إضافة g) الإشارة إلى أنه مزيج من غنو ولينكس، ولكن تخلى عنه لصالح «غنو/لينكس».
حصل هذا الاسم على ردود أفعال متفاوتة. استخدمت مشروعات غنو ودبيان هذا الاسم، لكن معظم الناس يستخدمون مصطلح «لينُكس» ببساطة للإشارة إلى كل المكونات.

## الشعار الرسمي

شعار لينكس (تكس)

طرح آلان كوكس على القائمة البريدية للنواة فكرة استخدام شعار للينكس، اقترح البعض عمل محاكاة ساخرة لبعض أنظمة التشغيل الموجودة  ثم أعرب لينوس عن حبه للبطاريق وذلك لأن بطريق قزم عضه من رجله عندما كان في رحلة إلى حديقة الحيوانات الوطنية في كانبرا في أستراليا.
قدم لاري يوينغ أول مسودة للشعار المعروف اليوم باستخدام برنامج جمب بناءً على بعض الأوصاف التي طرحت ضمن المناقشة، واقترح جيمس هيوز اسم تكس (Tux) كاشتقاق من Torvalds UniX.

## التسلسل الزمني
- 1991: الإعلان عن نواة لينكس في 25 أغسطس من قبل الطالب الفنلندي لينوس تورفالدس البالغ من العمر 21 عاماً.[11]
- 1992: نقل ترخيص لينكس إلى رخصة GPL. وبداية ما أصبح يعرف اليوم توزيعات لينكس.
- 1993: أكثر من 100 مطور عملوا على نواة لينكس. وبمساعدتهم اندمجت مع بيئة غنو، مما وفر عدد كبير من التطبيقات التي تعمل على لينكس، وإطلاق الإصدار الأول من توزيعة سلاكوير وهي أقدم التوزيعات التي مازالت مستمرة حتى اليوم. لاحقاً أطلق مشروع دبيان.
- 1994: اعتبر لينوس أن جميع مكونات النواة أصبحت ناضجة وأطلق الإصدار 1.0 في مارس. ساهم مشروع XFree86 في الواجهة الرسومية. وأصدرت كل من ريدهات وسوزه الإصدار 1.0 من توزيعاتها.
- 1995: توفير لينكس لكل من دي إي سي ألفا  [لغات أخرى]‏ وسبارك.
- 1996: إطلاق الإصدار 2.0 من لينكس. أصبحت النواة تخدم عدة معالجات في نفس الوقت، وبالتالي أصبح لينكس بديل جدي للعديد من الشركات.
- 1998: أعلنت العديد من الشركات الكبيرة دعمها للينكس ومنها آي بي إم وكومباك وأوراكل. وبالإضافة إلى ذلك مجموعة من المبرمجين بدأو بتطوير واجهة المستخدم الرسومية كدي.
- 1999: مجموعة من المبرمجين بدأو بتطوير واجهة المستخدم الرسومية غنوم لتكون بديلاً عن واجهة كدي. خلال العام أعلنت IBM عن مشروع واسع النطاق لدعم لينكس.
- 2000: أعلنت ديل أنها أصبحت الآن المزود رقم 2 لنظام لينكس في جميع أنحاء العالم وأول مصنع كبير لتوفير لينكس عبر خط إنتاج كامل.[23]
- 2002: تقارير لوسائل الإعلام أن «مايكروسوفت قضت على ديل لينكس».[24]
- 2004: فريق XFree86 ينضم إلى معايير X Window ويشكلون X.Org Foundation، مما أدى إلى نمو سريع في تطوير نظام النافذة إكس للينكس.
- 2005: بدأ مشروع أوبن سوزه لتوفير توزيعة مجانية، أيضاً أطلق مشروع أوبن أوفيس.أورج الإصدار 2.0 والذي يدعم معايير المستند المفتوح (OASIS).
- 2006: أوراكل تطلق توزيعتها الخاصة المبنية على توزيعة ريدهات. نوفل ومايكروسوفت تعلن عن التعاون لتحسين التوافق فيما بينهم.
- 2007: ديل تعلن عن بدأ إنتاج حواسيب محمولة مثبت عليها مسبقاً نظام أوبونتو لينكس.
- 2009: القيمة السوقية لشركة ريدهات تساوي القيمة السوقية لشركة صن، وتفسر على أنها لحظة رمزية للـ «الاقتصاد القائم على لينكس».[25]
- 2011: إطلاق الإصدار 3.0 من نواة لينكس.
- 2012: تجاوزت حصة سيرفرات لينكس في السوق كل سيرفرات يونكس.[26]
- 2013: وصلت حصة أندرويد المبني على لينكس إلى 75% من سوق الهواتف الذكية المباعة.[27]
- 2014: وصل مجتمع أوبونتو إلى 22 مليون مستخدم.[28]